# Браге, Тихо
Ти́хо Бра́ге (дат. Tyge Ottesen Braheо файле, лат. Tycho Brahe; 14 декабря 1546, Кнутсторп, Сконе, Датско-норвежская уния — 24 октября 1601[…], Прага, Богемия, Священная Римская империя) — датский астроном, астролог и алхимик эпохи Возрождения. Первым в Европе начал проводить систематические и высокоточные астрономические наблюдения, на основании которых Кеплер вывел законы движения планет.

## Биография

### Ранние годы
Тюге Браге, более известный под латинизированным именем Тихо, происходил из знатного датского рода Браге. Первые годы провёл в родовом замке Кнутсторп, который тогда принадлежал Дании, но позднее, после датско-шведской войны (1657—1658), вместе со всей южной Скандинавией отошёл к Швеции.
Отец Тихо, Отте Браге, как и многие из его предков, занимал высокие военные и политические должности датского государства. Тихо появился на свет вместе с братом-близнецом, умершим до своего крещения. Впоследствии в память о нём Тихо написал оду на латинском языке, которая стала его первой публикацией, появившейся в 1572 году. В семье Отте было 10 детей, но, по древнему обычаю викингов, одного из мальчиков — Тихо — передали на воспитание в бездетную семью брата Йергена, адмирала королевского флота, жившего в соседнем замке Тоструп.

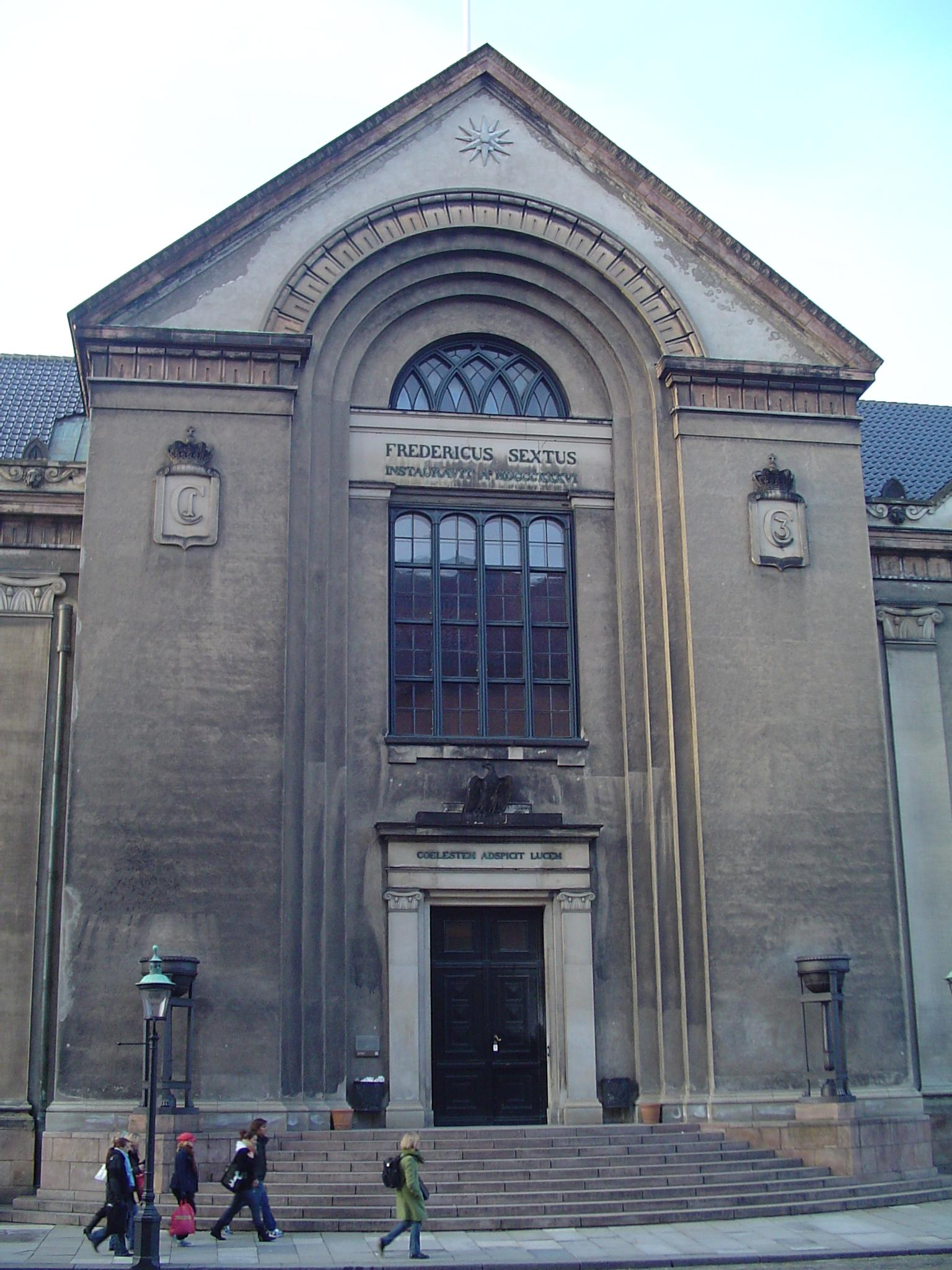
Копенгагенский университет (старое здание)

Адмирал, человек очень состоятельный, окружил заботой своего единственного приёмного сына, который получил блестящее образование. Уже в 12-летнем возрасте (апрель 1559 года) Тихо поступил в университет Копенгагена, где увлёкся астрономией. Пьер Гассенди, первый биограф Тихо Браге, сообщил, что сильным толчком к увлечению послужило затмение Солнца 1560 года (хотя сам Браге писал, что книги по астрономии заинтересовали его ещё в детстве). Качество преподавания в Копенгагене было невысоким, и после трёх лет изучения «семи свободных искусств» Браге продолжил обучение в Лейпциге (1562 год), где среди его учителей был Иоахим Камерарий. Приёмные родители планировали сделать упор на юридическое образование, однако вместо этого Браге ночи напролёт проводил за астрономическими наблюдениями, для чего обзавёлся инструментами, часть которых купил, а часть изготовил самостоятельно.
Закончить обучение ему не удалось: в мае 1565 года началась очередная датско-шведская война, и адмирал отозвал Браге к себе в Копенгаген. Спустя месяц после его прибытия при спасении короля, сброшенного лошадью с моста в море, простудился и вскоре умер 60-летний приёмный отец Йерген. Всё крупное состояние Йергена перешло к 19-летнему Тихо Браге.
Обретённую независимость Браге решил использовать для завершения обучения. В апреле 1566 года он прибыл в знаменитый Виттенбергский университет, оплот протестантской культуры. Но в результате эпидемии чумы он был вынужден срочно уехать в Росток. Там Браге в ходе дуэли с дальним родственником лишился верхней части носа, в результате чего был вынужден всю оставшуюся жизнь носить протез. Причиной дуэли был спор с троюродным братом о том, кто из них является лучшим математиком.
Когда эпидемия спа́ла, Браге совершил ряд поездок — сначала на родину, затем через Росток — в Виттенберг, Базель и, наконец, Аугсбург, куда прибыл в апреле 1569 года. Здесь он провёл два года и заплатил местным ремесленникам значительную сумму за изготовление ряда астрономических инструментов по собственным чертежам, в том числе квадранта высотой 11 метров, полу-секстанта и небесного глобуса полутора метров в диаметре. Этот глобус составлял предмет его особенной гордости, и Браге не расставался с ним до конца жизни. Глобус пережил Браге на 120 лет и погиб во время пожара в Копенгагене в 1728 году. Одновременно Браге изучал алхимию и астрологию.
Новые инструменты Браге сразу же использовал для астрономических наблюдений. В эти годы он вступил в переписку с видными учёными, среди которых был Пётр Рамус, посетивший в 1569 году Аугсбург. Известность Браге в научном мире возрастала.
В 1571 году Тихо Браге получил сообщение о тяжёлой болезни своего родного отца Отте и покинул Аугсбург. Отте Браге скончался в мае 1571 года, замок он оставил на равных правах Тихо и его младшему брату Йергену. Вскоре Браге организовал в замке хорошо оборудованную лабораторию для занятий астрономией и алхимией; совместно с дядей Стеном Билле он открыл также две фабрики по производству бумаги и стекла. В связи с этим он почти забросил астрономические наблюдения, но взрыв сверхновой вернул Браге к прежнему увлечению.

### Сверхновая Тихо

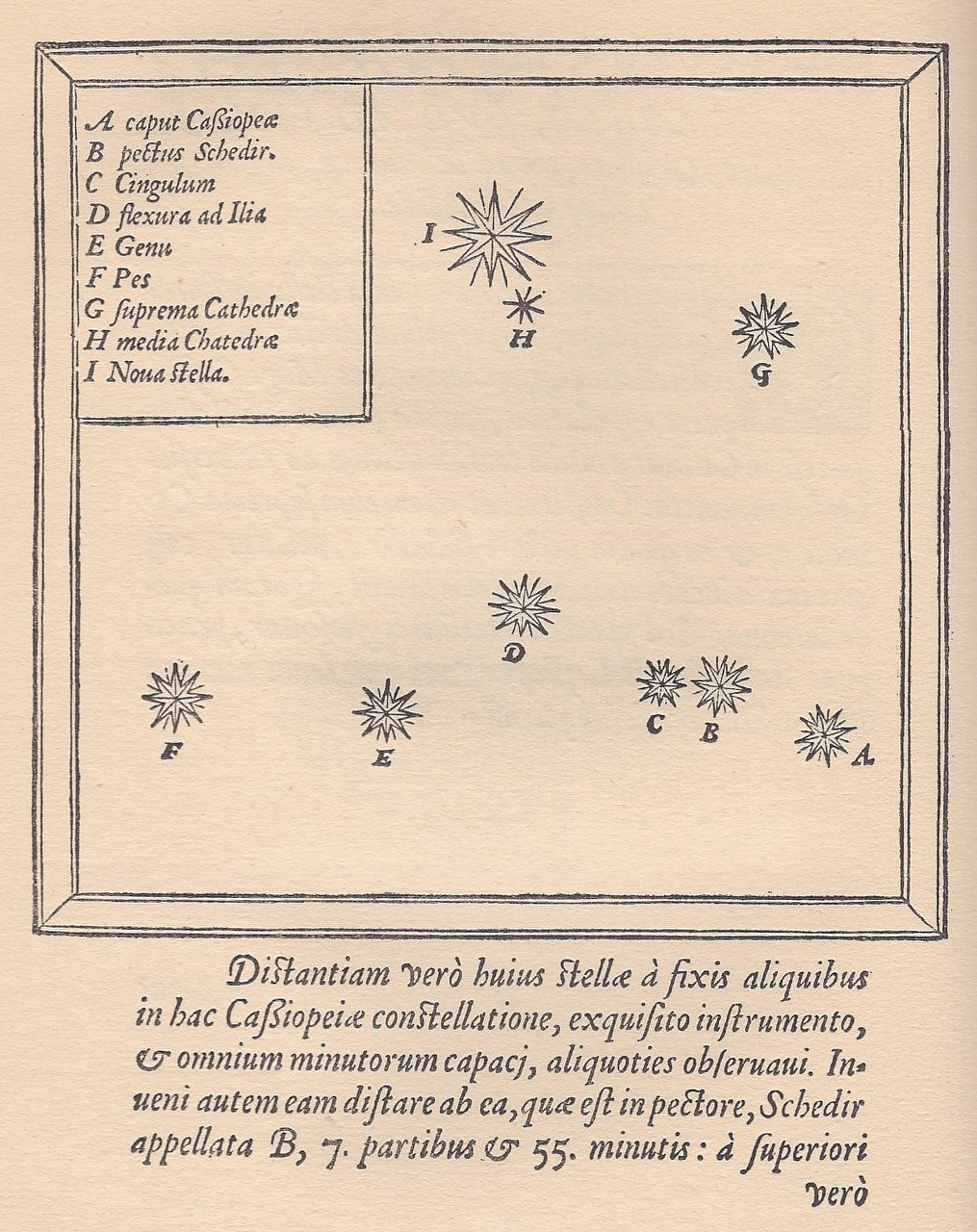
Сверхновая 1572 года (рисунок из книги Тихо Браге). Буквой I обозначена сверхновая, звезды F, E, D, B, G составляют фигуру W Кассиопеи.

11 ноября 1572 года Тихо Браге, возвращаясь домой из химической лаборатории, заметил в созвездии Кассиопеи необычайно яркую звезду, которой раньше не было. Он сразу понял, что это не планета, и стал измерять её координаты. Звезда сияла на небе ещё 17 месяцев; вначале она была видна даже днём, но постепенно её блеск тускнел. С этого момента Тихо Браге вернулся к астрономии. В современной терминологии, это была первая за 500 лет вспышка сверхновой в нашей Галактике; следующая произошла вскоре после смерти Браге (Сверхновая Кеплера), и больше в Галактике вспышек сверхновых, видимых невооружённым глазом, не наблюдалось (лишь в 1987 году неподалёку, в Большом Магеллановом Облаке, отмечена вспышка сверхновой SN 1987A).
В том же 1572 году Браге, к большому возмущению своих благородных родственников, женился на простолюдинке по имени Кирстина (хотя не обвенчался с ней в церкви). У них родились восемь детей, двое из которых умерли во младенчестве.
Тем временем появление столь яркого светила взбудоражило Европу, появились множественные истолкования «небесного знамения» — предсказывались катастрофы, войны, эпидемии, конец света. Появились и учёные трактаты, в большинстве содержащие ошибочные утверждения о том, что это комета или атмосферное явление. Друзья уговорили Браге издать результаты своих наблюдений, и в 1573 году вышла первая его книга «О новой звезде» (лат. De Stella Nova). В ней Браге сообщал, что никакого параллакса у этого объекта не обнаружено, и это убедительно доказывает, что новое светило — звезда, и находится не вблизи Земли, а по крайней мере на планетном расстоянии.

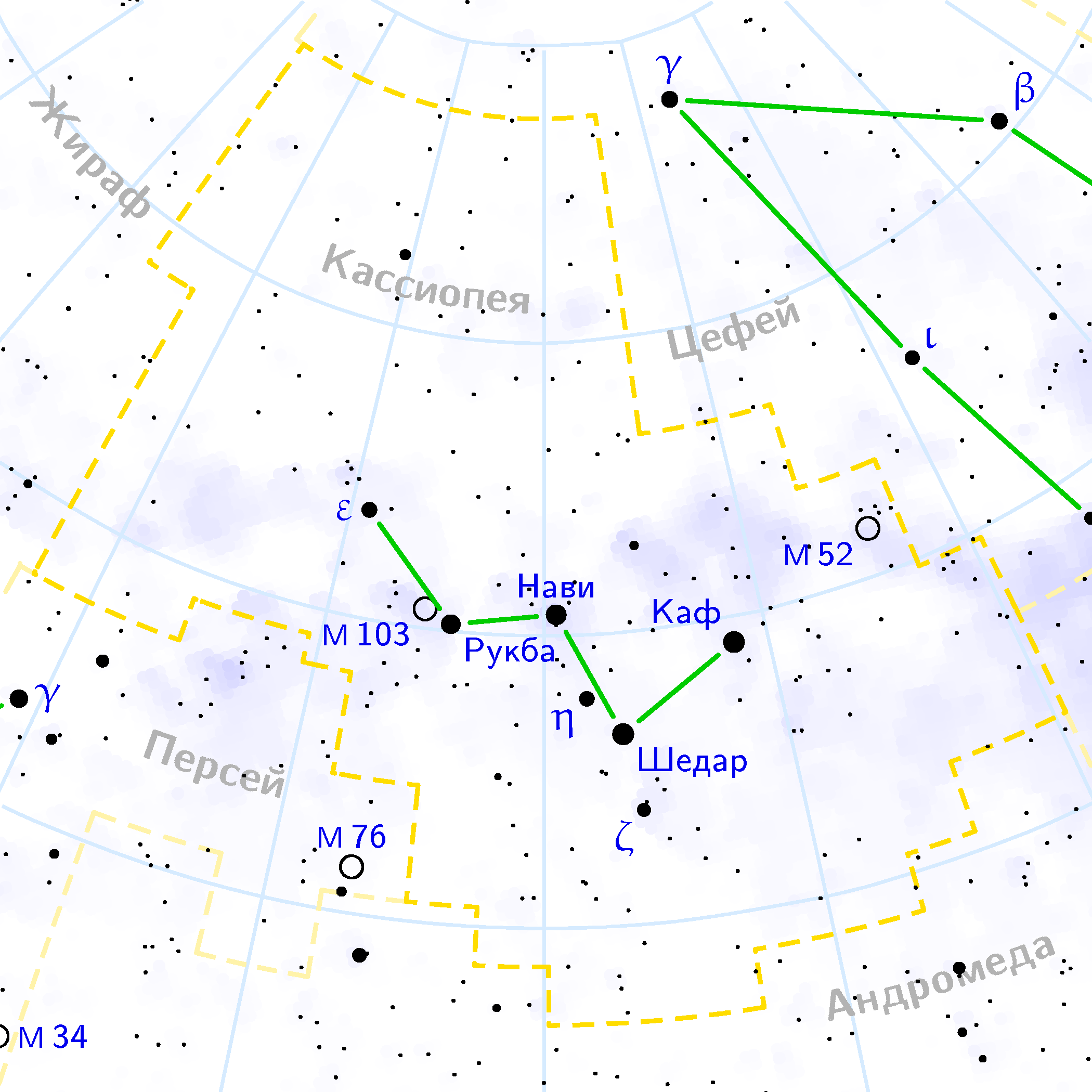
Положение сверхновой SN 1572 на карте созвездия

Кеплер впоследствии писал: «Пусть эта звезда ничего не предсказала, но, во всяком случае, она возвестила и создала великого астронома». Авторитет Браге как первого астронома Дании укрепился, он получил личное королевское приглашение вести лекции в Копенгагенском университете. Браге принял приглашение и летом 1574 года вместе с Кирстиной прибыл в Копенгаген.
Спустя год, окончив курс лекций, Браге решил совершить путешествие. Первым он посетил Кассель на юге Германии, где другой аристократ и любитель науки, Вильгельм IV, ландграф Гессен-Кассельский, ещё в 1561 году построил крупнейшую в Европе обсерваторию. Они с Браге подружились и в дальнейшем активно переписывались. Браге посетил старых знакомых в Аугсбурге, затем Италию, а позже присутствовал в Регенсбурге на коронации Рудольфа II — императора Священной Римской империи, с которым будут связаны его последние годы.
В это время Браге обдумывал планы переселиться в Аугсбург или в иное место, где больше ясных дней в году, чем в Скандинавии, и построить там обсерваторию. Узнав об этом, ландграф Вильгельм написал датскому королю Фредерику II: «Ваше Величество ни в коем случае не должны разрешить Тихо уехать, для Дании было бы потеряно её величайшее украшение». Вскоре во время путешествия ландграф посетил Копенгаген и лично ходатайствовал перед королём о государственной поддержке научной деятельности Браге.

### Ураниборг

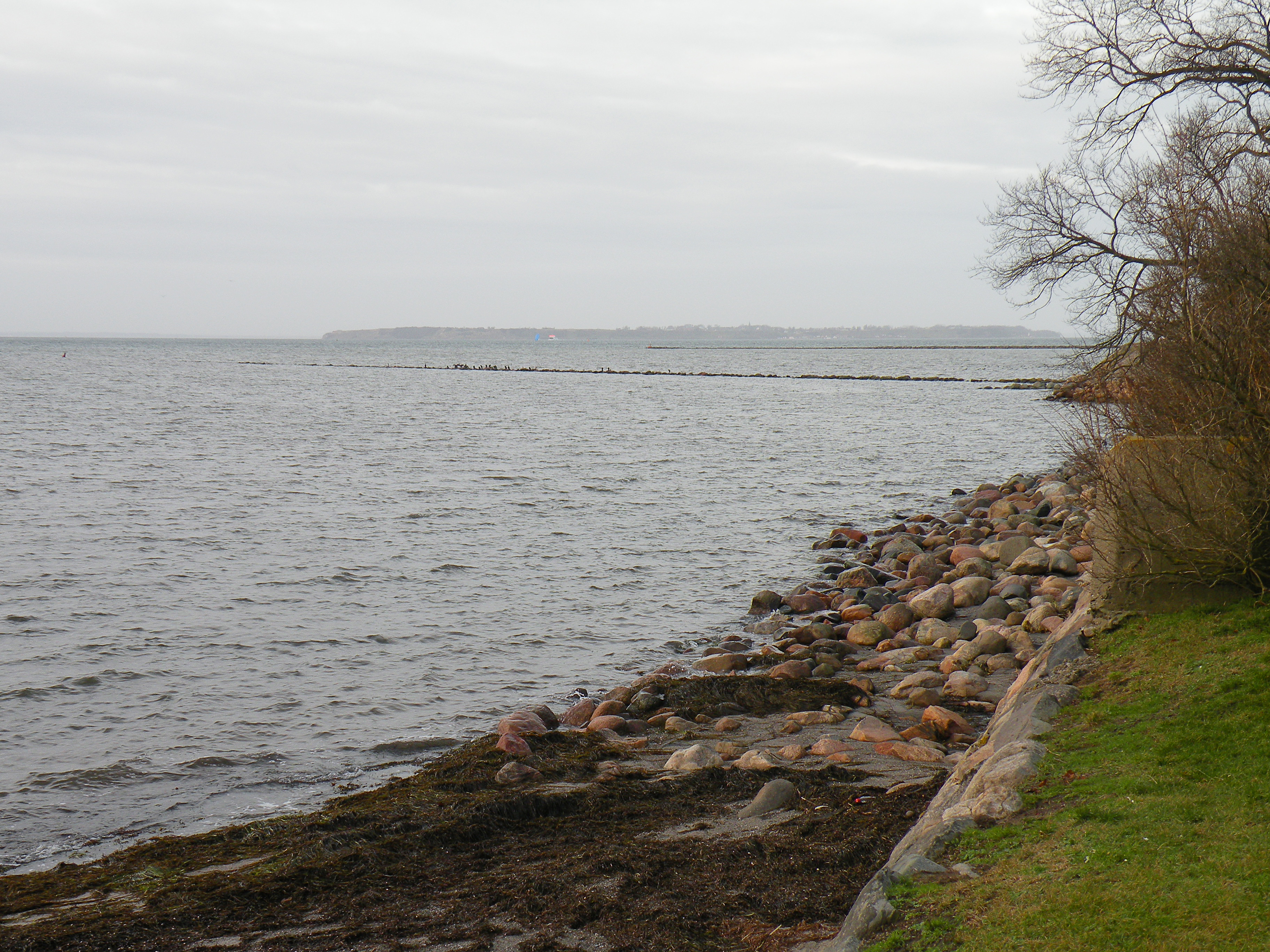
Остров Вэн. Пролив Эресунн. Вид от Ландскруны

23 мая 1576 года специальным указом датско-норвежского короля Фредерика II Тихо Браге был пожалован в пожизненное пользование остров Вен (Hven), расположенный в проливе Эресунн в 20 км от Копенгагена, а также выделены значительные суммы на постройку обсерватории и её содержание. Это было первое в Европе здание, специально построенное для астрономических наблюдений (ландграф Вильгельм использовал в качестве обсерватории одну из башен своего замка). В личной беседе король выразил уверенность, что своими трудами Тихо Браге «прославит страну, короля и самого себя».

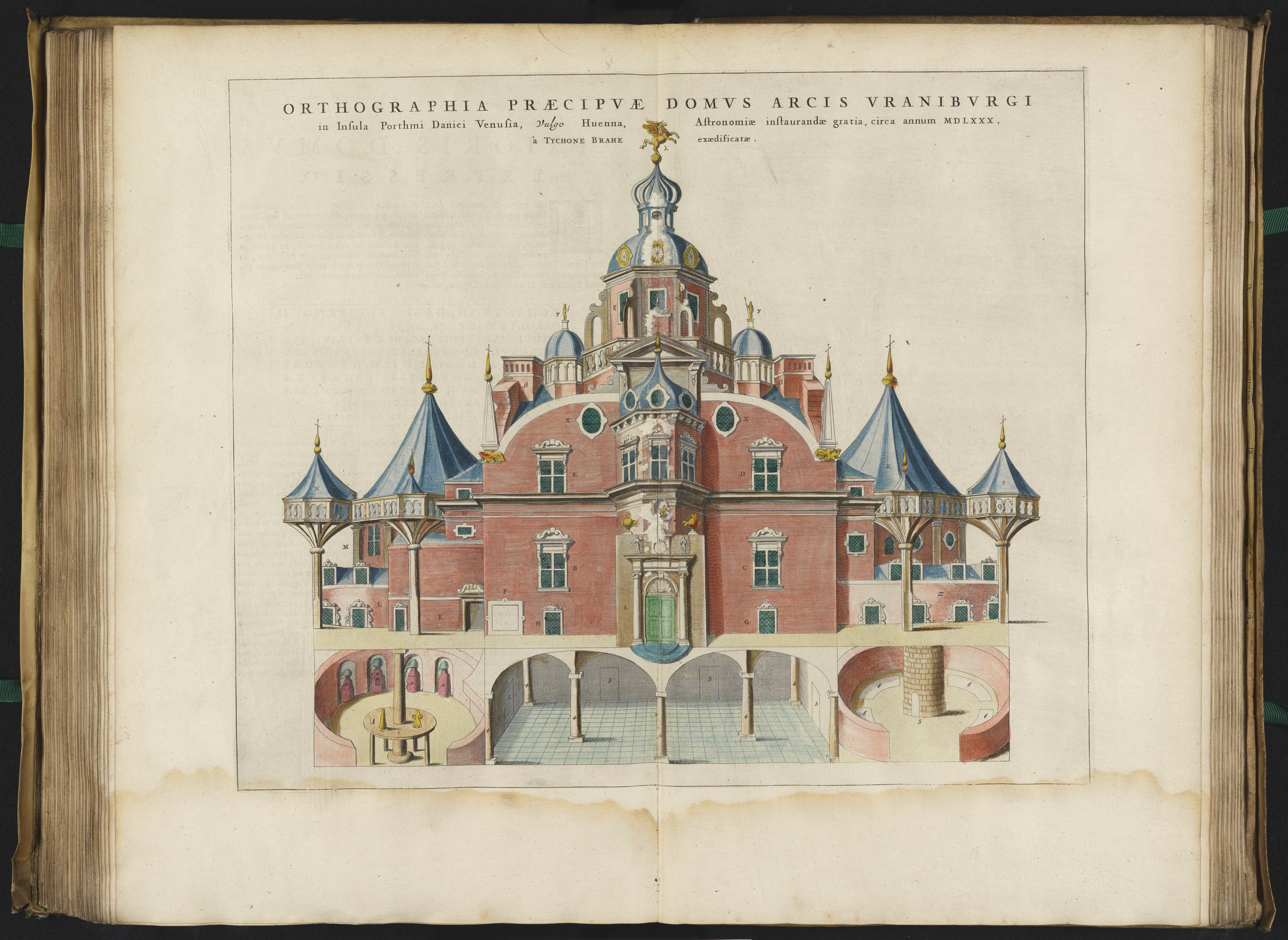
Ураниборг — храм астрономии

Браге назвал свою обсерваторию «Ураниборг» («Замок Урании») в честь музы астрономии Урании; часто это название переводится как «Небесный замок». Браге сам составил проект сооружения, прототипом которого, как полагают историки, послужила одна из работ знаменитого итальянского архитектора Андреа Палладио, с которой Браге ознакомился во время путешествия по Италии. В плане замок представлял собой квадрат со стороной около 18 метров, точно ориентированный по сторонам света. Основное здание имело 3 этажа и подвал. В подвале размещались алхимическая лаборатория и различные склады. На первом этаже — жилые помещения и библиотека; здесь же хранились любимый небесный глобус и ещё один предмет гордости Браге — стенной квадрант. На втором этаже были 4 обсерватории с раздвижными крышами, выходящие на все стороны света. Третий этаж занимали комнаты сотрудников и учеников. Небезынтересно, что Браге устроил в Ураниборге даже такую редчайшую в те годы роскошь, как водопровод на всех этажах. Во дворе располагались вспомогательные здания — типография, мастерские, комнаты для слуг и др. Среди сотрудников Браге была его любимая сестра София, талантливый астроном, врач и химик, которую Браге в шутку называл Уранией.

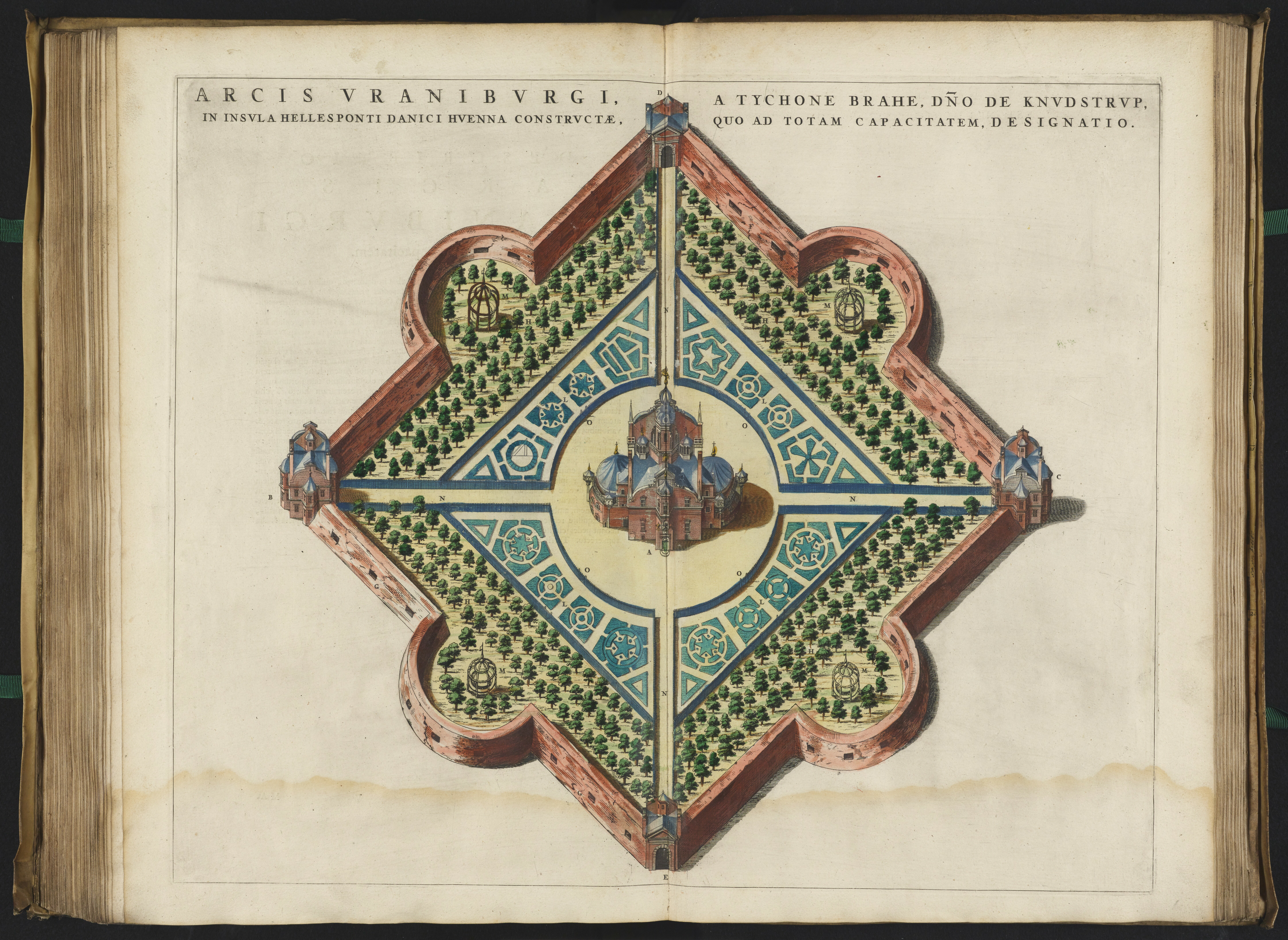
План Ураниборга

Средства, выделенные королём, были велики, но их всё равно не хватало, и Браге израсходовал на строительство и оборудование Ураниборга бо́льшую часть своего состояния. Строительство Ураниборга заняло период с 1576 по 1580 годы, однако уже в 1577 году Браге приступил к работе и 20 лет, вплоть до 1597 года, проводил систематические наблюдения за небесными светилами. Условия для астрономических наблюдений на острове были сложными — например, Меркурий был виден очень редко из-за облачности на горизонте. Помимо этих занятий, Браге издавал популярные тогда ежегодные астрологические календари-альманахи. Бумагу, используя приобретённый ранее опыт, Браге изготовлял на месте. Двигателем служила водяная мельница, заодно обеспечивавшая население острова свежей рыбой из садков. В 1584 году рядом с Ураниборгом был построен ещё один замок-обсерватория: Стьернеборг (дат. Stjerneborg, «Звёздный замок»). В скором времени Ураниборг стал лучшим в мире астрономическим центром, сочетавшим наблюдения, обучение студентов и издание научных трудов.
В ноябре 1577 года на небе появилась яркая комета, вызвавшая ещё больший переполох, чем ранее сверхновая. Тихо Браге тщательно проследил её траекторию вплоть до исчезновения видимости в январе 1578 года. Сопоставив свои данные с полученными коллегами в других обсерваториях, он сделал однозначный вывод: кометы — не атмосферное явление, как полагал Аристотель, а внеземной объект, по крайней мере втрое дальше, чем Луна. В 1580—1596 годах появились ещё 6 комет, движение которых аккуратно регистрировалось в Ураниборге.
Свои научные достижения Браге изложил в многотомном астрономическом трактате. Сначала вышел второй том, посвящённый системе мира Тихо Браге (см. ниже) и комете 1577 года (1588). Первый том (о сверхновой 1572 года) вышел позднее, в 1592 году в неполном виде; в 1602 году, уже после смерти Браге, Иоганн Кеплер опубликовал окончательную редакцию этого тома. Браге собирался в последующих томах изложить теорию движения других комет, Солнца, Луны и планет, однако осуществить этот замысел уже не успел.

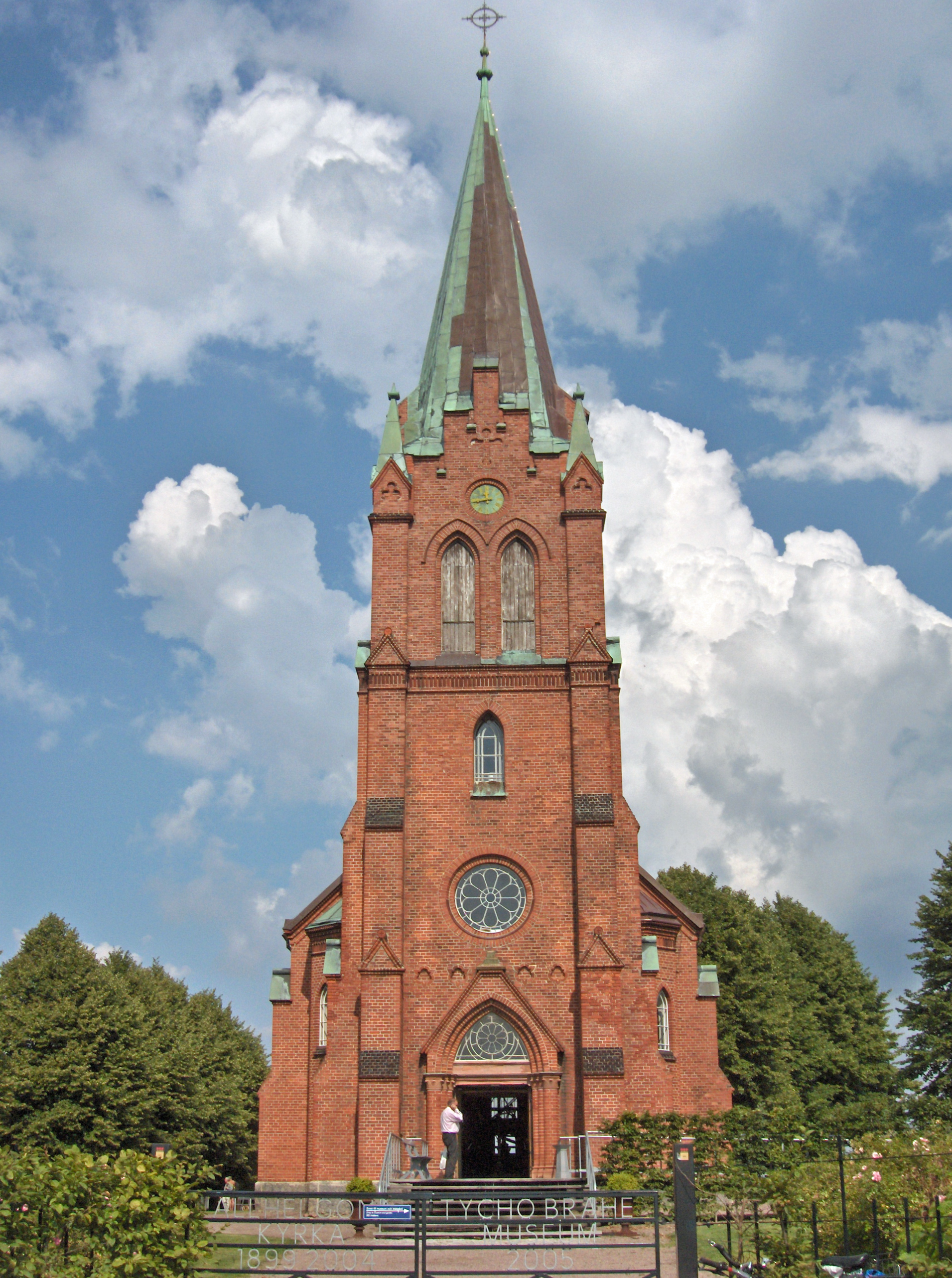
Музей Тихо Браге на острове Вен

В 1588 году умер покровитель Браге, король Фредерик II. Новый король, Кристиан IV, к астрономии был равнодушен, но остро нуждался в деньгах на содержание армии. В 1596 году Кристиан достиг совершеннолетия и был коронован, а в следующем году король окончательно лишил Браге финансовой поддержки, к этому времени значительно урезанной. Сбережений у Браге почти не осталось, всё было вложено в Ураниборг. Более того, вскоре он получил письмо от короля, запрещавшее ему заниматься на острове астрономией и алхимией.
Браге решил покинуть Данию и продал свою половину замка Кнутсторп совладельцу, брату Йергену. В апреле 1597 года Браге навсегда покинул научный центр, которому отдал более 20 лет трудов, и уехал в Росток. В последнем письме королю Кристиану (10 июля) он пишет:

Если бы у меня была возможность продолжать мою работу в Дании, я бы не отказался от этого. Я бы как прежде и ещё лучше делал бы всё, что могу, в честь и славу Вашего Величества и моей собственной родной земли, предпочитая это всем другим правителям, если бы эта моя работа могла выполняться при благоприятных условиях и без несправедливости ко мне.

Браге ждал ответа несколько месяцев, хотя в Ростоке началась эпидемия чумы. В грубо-оскорбительном ответе 8 октября 1597 король сначала перечисляет различные прегрешения Браге: он редко ходил к причастию, не помогал и даже притеснял священников местной церкви и т. п. Далее в письме говорится:

Не беспокойте Нас тем, покинете ли вы страну или останетесь в ней… Если вы желаете служить как математик и будете поступать так, как вам велят, тогда вы должны начать с предложения своих услуг и с просьбы о них, как подобает слуге… Ваше письмо носит частный характер, написано дерзко, и ему не хватает здравого смысла, как будто Мы обязаны отчитываться перед вами, по какой причине Мы производим какие-либо изменения во владениях короны.

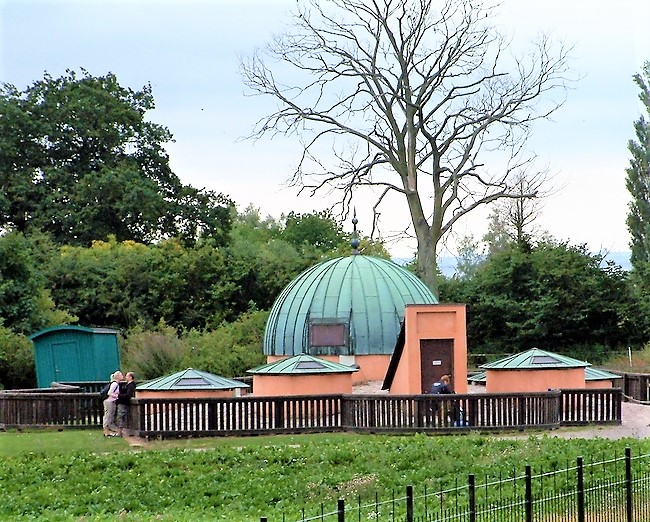
Стьернеборг (современная реконструкция)

Вскоре Ураниборг и все связанные с ним постройки были полностью разрушены. В наше время они частично восстановлены.

### Прага. Последние годы
После непродолжительного пребывания у друга, правителя герцогства Гольштейн, Браге перебирается в Прагу (1598), где становится придворным математиком и астрологом Рудольфа II — императора Священной Римской империи (Прага была резиденцией Рудольфа большую часть его правления). Император был большим любителем науки и искусств, хотя Браге его интересовал в первую очередь как астролог. Рудольф II назначил Браге крупное жалованье, аванс на обустройство, передал дом в Праге и выделил расположенный неподалёку замок Бенатки для устройства обсерватории. Имперский казначей, однако, заявил, что казна пуста, и обещанный аванс выдать отказался. Некоторый доход приносило составление гороскопов для местной знати. В последующие годы Браге одновременно решал несколько труднейших задач: получение хоть каких-то денег, перестройка замка, переселение многочисленной семьи, перевозка и приведение в рабочее состояние научного оборудования. Большую часть своих уникальных инструментов и библиотеку Браге сумел переправить в Прагу.
Вероятно, в это напряжённое время Браге пришёл к выводу, что ему нужен молодой талантливый помощник-математик для обработки накопленных за 20 лет данных. Узнав о гонениях на Иоганна Кеплера, незаурядные математические способности которого он уже успел оценить из их переписки, Тихо пригласил его к себе.

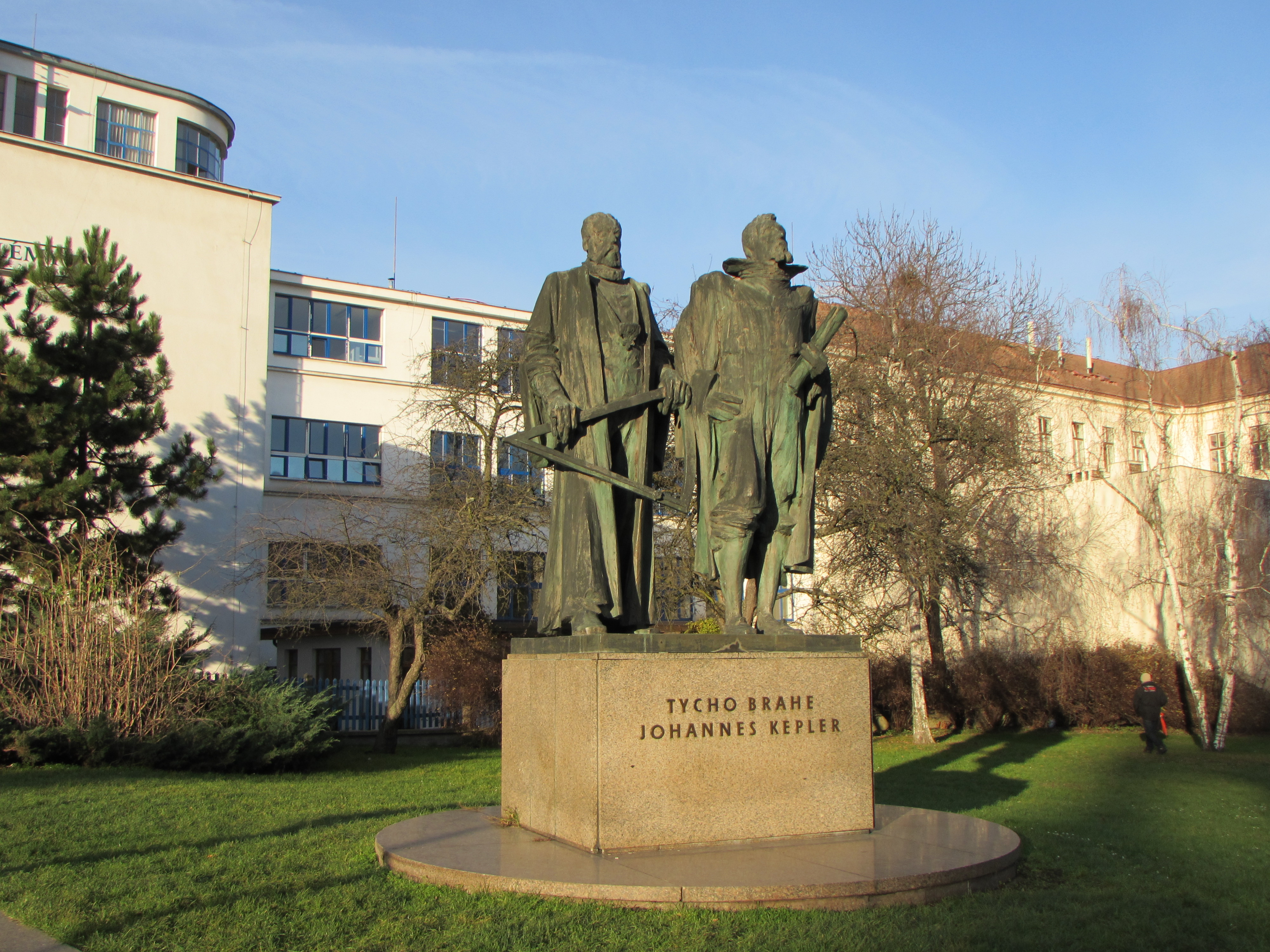
Памятник Браге и Кеплеру в Праге

Немецкий учёный прибыл в Прагу в январе 1600 года. В феврале Браге встретился с ним и объяснил главную задачу: вывести из наблюдений новую систему мира, которая должна прийти на смену как птолемеевской, так и коперниковой. Он поручил Кеплеру ключевую планету: Марс, движение которого решительно не укладывалось не только в схему Птолемея, но и в собственные модели Браге (по его расчётам, орбиты Марса и Солнца пересекались).
Кеплер согласился, но потребовал, чтобы Браге установил ему жалованье, достаточное для переезда в Прагу и содержания семьи Кеплера. После нескольких ссор оба учёных, нуждавшихся друг в друге, примирились, и в июне Кеплер уехал за своей семьёй. Однако осенью, после его возвращения, Браге поручил Кеплеру вместо исследования движения Марса подготовить памфлет против императорского математика Бэра, который опубликовал свою систему мира, украденную у Браге (как считал сам Браге). Кеплер выполнил эту задачу, и в 1604 году, уже после смерти Браге, книга вышла в свет.
В 1601 году Тихо Браге и Кеплер начали работу над новыми, уточнёнными астрономическими таблицами, которые в честь императора получили название «Рудольфовых» (лат. Tabula Rudolphinae); они были закончены в 1627 году и служили астрономам и морякам вплоть до начала XIX века. Но Браге успел только дать таблицам название. В октябре он неожиданно заболел и, несмотря на участие лучших врачей императора, умер от неизвестной болезни, проболев всего 11 дней. По словам Кеплера, перед смертью он несколько раз произнёс: «Жизнь прожита не напрасно».
Во всех своих дальнейших книгах Кеплер подчёркивал, сколь многим он обязан Тихо Браге, его самоотверженному труду во имя науки. Сам Кеплер, тщательно изучив данные Браге, открыл законы движения планет.

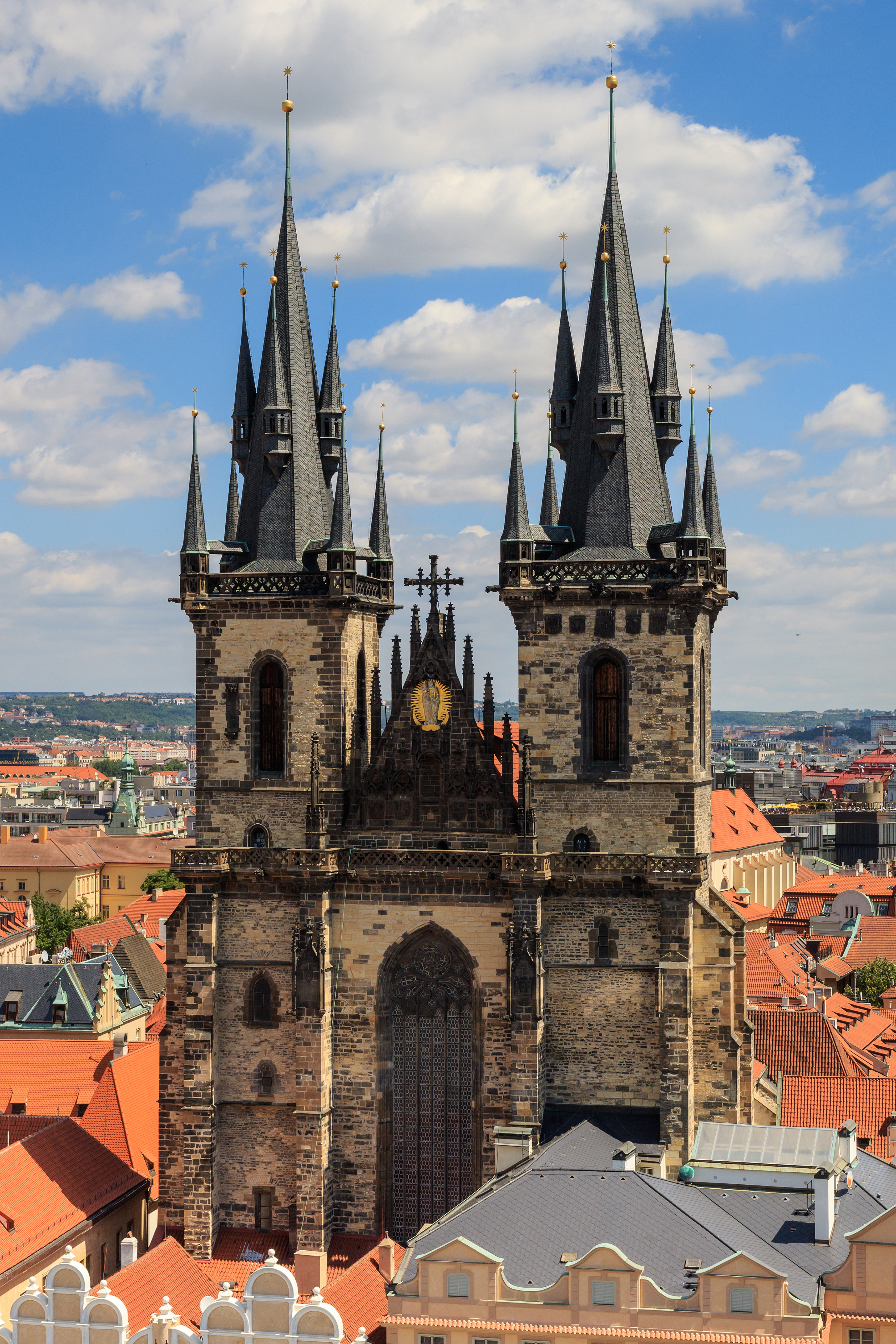
Тынский собор

По приказу императора Рудольфа II великий датский астроном был похоронен с рыцарскими почестями в пражском Тынском соборе (погребение протестанта в католическом соборе было в те годы событием невероятным). Жена Кирстина пережила его на 3 года и была похоронена рядом с мужем. На надгробной плите ученого высечен девиз, прежде украшавший разрушенный «Звёздный замок»: «Не власти, не богатства, а только скипетры науки вечны» (лат. Non fasces, nec opes sola artim sceptra perennant).
Все данные наблюдений и инструменты Браге император велел передать Кеплеру; наследникам Браге Рудольф II обещал выплатить компенсацию за это имущество, но обещания не сдержал. После смерти императора и Тридцатилетней войны многие инструменты были разрушены, однако сохранилась книга Браге «Механика обновлённой астрономии» (лат. Astronomiae instauratae mechanica, 1598) с их подробным описанием.

### Версии о причинах смерти
Причины смерти Тихо Браге неясны до сих пор. Существует легенда, что Тихо Браге, следуя придворному этикету, не мог выйти из-за королевского стола во время обеда, и умер в результате разрыва мочевого пузыря. Физиологически, однако, разрыв мочевого пузыря при произвольном напряжении сфинктера не может произойти.
В 2005 году вышла книга, обвиняющая в отравлении Кеплера. Другая возможность — отравление чрезмерной дозой лекарств, многие из которых тогда содержали ртуть. В начале 2009 года Петер Андерсен из Страсбургского университета выдвинул ещё одну версию: Тихо Браге был отравлен агентом датского короля Кристиана IV за любовную связь с матерью короля.
Были также сообщения о том, что анализ волос тела Браге (1996) обнаружил в них высокое содержание ртути, что свидетельствует в пользу гипотезы об отравлении учёного (впрочем, результаты этого анализа оспариваются в научных кругах). В ноябре 2010 была проведена эксгумация останков Тихо Браге для уточнения прижизненного состояния здоровья, принимаемых лекарств, а также причины смерти учёного. Останки Браге были перезахоронены 19 ноября 2010 в Тынском храме. Отчёт о проведённых исследованиях планировалось опубликовать в 2011 году, однако из-за недостаточного финансирования завершение работы затянулось. По предварительным данным, существенного превышения содержания ртути обнаружено не было, и наиболее вероятной причиной смерти Тихо Браге является отказ почки и, как следствие, тяжёлая уремия.

## Научная деятельность

### Астрономия

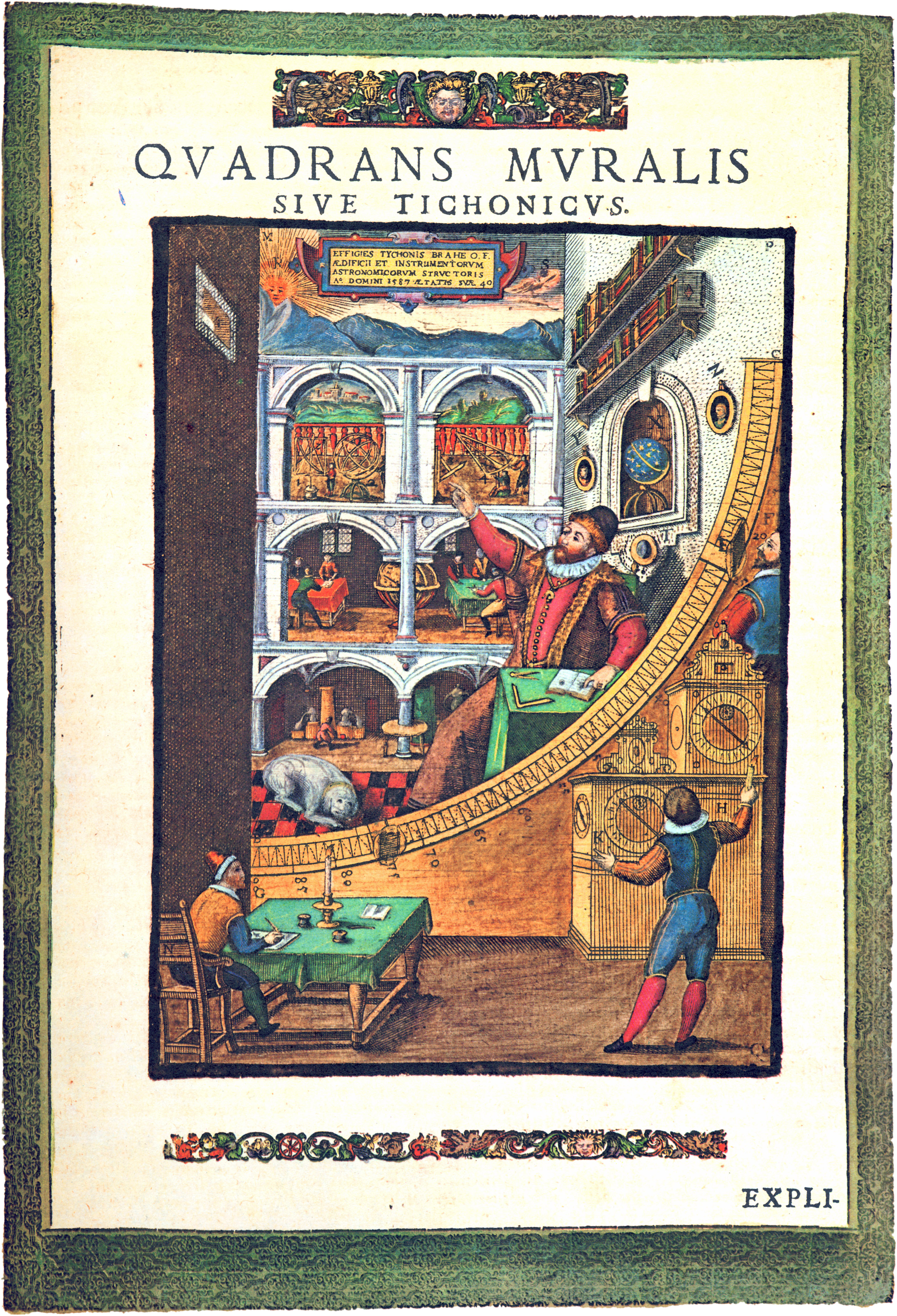
Квадрант Тихо Браге. В центре изображён сам Браге.

Всю свою жизнь Браге посвятил наблюдениям неба, трудом и изобретательностью добившись результатов, беспрецедентных по точности и широте охвата. Кеплер писал, что Тихо Браге начал «восстановление астрономии».
Бо́льшую часть инструментов в обсерватории Тихо Браге сделал сам. Для повышения точности измерений он не только увеличил размеры инструментов, но и разработал новые методы наблюдений, сводящие к минимуму погрешности измерения. Среди его технических и методических усовершенствований:
- Армиллярная сфера была ориентирована не на эклиптику, как было принято со времён Птолемея, а на небесный экватор. Для повышения точности Браге сконструировал специальный визир.
- В качестве промежуточного опорного светила вместо Луны он использовал Венеру, которая за время паузы в наблюдениях практически не сдвигалась.

После изобретения телескопа точность наблюдений резко повысилась, но усовершенствования Браге в области механики астрономических инструментов и методов обработки наблюдений сохраняли ценность ещё долгое время.
Тихо Браге составил новые точные солнечные таблицы и измерил длину года с ошибкой менее секунды. В 1592 году он опубликовал каталог сначала 777 звёзд, а к 1598 году довёл число звезд до 1004, заменив ранее использовавшиеся в Европе, давно устаревшие каталоги Птолемея. Браге открыл две новые неравномерности («неравенства») в движении Луны по долготе: третью (вариацию) и четвёртую (годичное). Он обнаружил также периодическое изменение наклона лунной орбиты к эклиптике, а также изменения в положении лунных узлов (эвекция по широте). Вплоть до Ньютона в созданной Браге теории движения Луны не понадобилось никаких поправок.
Некоторые астрономические инструменты Тихо Браге:

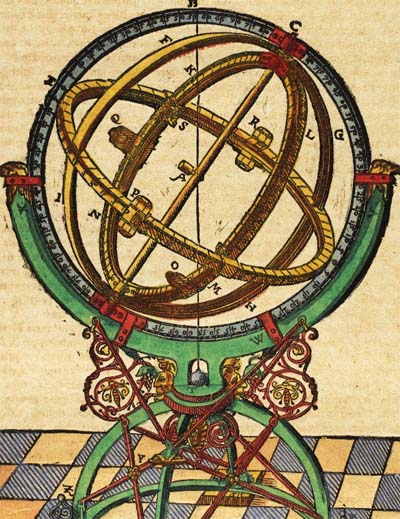
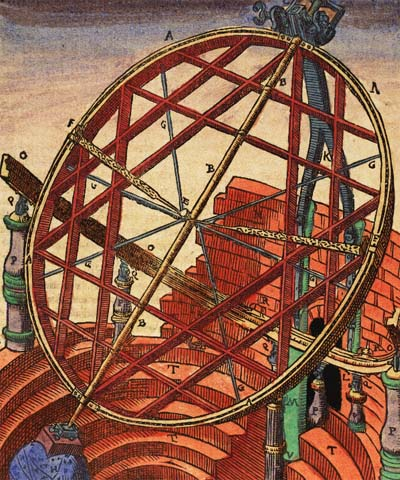
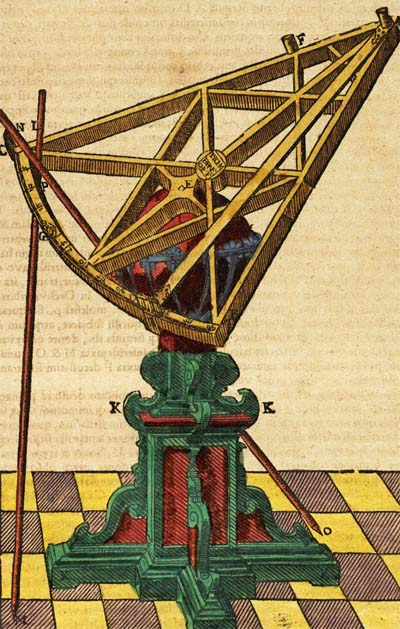
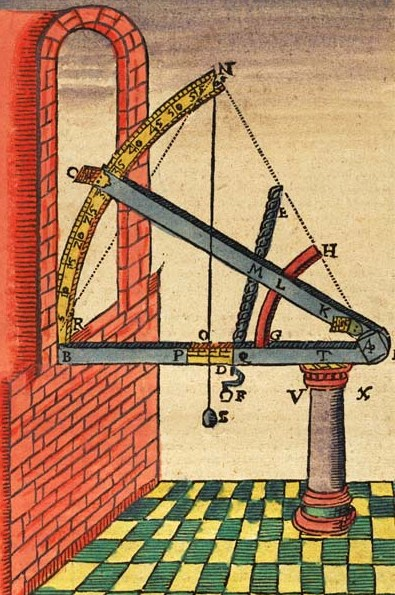

Точность наблюдений звёзд и планет он повысил более чем на порядок (погрешность менее угловой минуты), а положение Солнца по его таблицам находилось с точностью до одной минуты, тогда как прежние таблицы давали ошибку в 15—20 минут. Для сравнения, Стамбульская обсерватория, организованная одновременно с Ураниборгом и превосходно оснащённая, так и не смогла улучшить точность наблюдений по сравнению с античными.
Тихо Браге составил первые таблицы искажений видимых положений светил, вызванных рефракцией света в атмосфере Земли. Сравнивая текущие и отмеченные в античности долготы звёзд, он определил довольно точное значение предварения равноденствий.
С именем Тихо Браге связаны наблюдение сверхновой звезды в созвездии Кассиопеи 11 ноября 1572 года и первый обоснованный наблюдениями вывод о внеземной природе комет, основанный на наблюдении Большой кометы 1577 года. У этой кометы Тихо Браге обнаружил параллакс, что исключало атмосферную природу явления. Земным явлением считали кометы такие авторитеты, как Аристотель и Галилей; теория о внеземном происхождении комет дебатировалась ещё немало времени и утвердилась в науке только в эпоху Декарта.
Расчёт орбиты упомянутой кометы показал, что за время наблюдения она пересекла несколько планетных орбит. Отсюда вытекал вывод: никаких «кристаллических сфер», несущих на себе планеты, не существует. В письме Кеплеру Браге заявляет:
По моему мнению, сферы… должны быть исключены из небес. Я понял это благодаря кометам, появлявшимся в небе… Они не следуют законам ни одной из сфер, но, скорее, действуют вопреки им… Движением комет четко доказано, что небесная машина — это не твёрдое тело, непроницаемое, составленное из различных реальных сфер, как до сих пор думали многие, но текучее и свободное, открытое во всех направлениях, которое не чинит абсолютно никаких препятствий свободному бегу планет.
В течение 16 лет Тихо Браге вёл непрерывные наблюдения за планетой Марс. Материалы этих наблюдений существенно помогли его преемнику — немецкому учёному И. Кеплеру — открыть законы движения планет.

### Система мира Тихо Браге

Система мира Тихо Браге

В гелиоцентрическую систему Коперника Браге не верил и называл её математической спекуляцией (хотя к Копернику относился с глубоким уважением, держал в обсерватории его портрет и даже сочинил восторженную оду в его честь). Браге предложил свою компромиссную «гео-гелиоцентрическую» систему мира, которая представляла собой комбинацию учений Птолемея и Коперника: Солнце, Луна и звёзды вращаются вокруг неподвижной Земли, а все планеты и кометы — вокруг Солнца. Суточное вращение Земли Браге тоже не признавал. С чисто расчётной точки зрения, эта модель ничем не отличалась от системы Коперника, однако имела одно важное преимущество, особенно после суда над Галилеем: она не вызывала возражений у инквизиции. Среди немногочисленных сторонников системы Браге в XVII веке был видный итальянский астроном Риччиоли (у Риччиоли, впрочем, Юпитер и Сатурн обращаются вокруг Земли, а не Солнца). Прямое доказательство движения Земли вокруг Солнца появилось только в 1727 году (аберрация света), но фактически система Браге была отвергнута большинством учёных ещё в XVII веке как неоправданно и искусственно усложнённая по сравнению с системой Коперника-Кеплера.
В своём труде «De Mundi aeteri» Браге так излагает свою позицию:

Я полагаю, что старое птолемеево расположение небесных сфер было недостаточно изящным, и что допущение такого большого количества эпициклов… следует считать излишним… В то же время я полагаю, что недавнее нововведение великого Коперника… делает это, не нарушая математических принципов. Однако тело Земли велико, медлительно и непригодно для движения… Я без всяких сомнений придерживаюсь того мнения, что Земля, которую мы заселяем, занимает центр Вселенной, что соответствует общепринятым мнениям древних астрономов и натурфилософов, что засвидетельствовано выше Священным Писанием, и не кружится в годичном обращении, как желал Коперник.

Сам Браге искренне верил в реальность своей системы и перед смертью просил Кеплера поддержать её. Он подробно аргументировал в письмах, почему он считает ошибочной систему Коперника. Один из самых серьёзных аргументов вытекал из его ошибочной оценки углового диаметра звёзд и, как следствие, расстояния до них. Рассчитанные Браге расстояния были на несколько порядков меньше действительных и должны были, если признать движение Земли вокруг Солнца, вызвать заметные смещения звёздных долгот, чего в действительности не происходило. Отсюда Браге сделал вывод, что Земля неподвижна. На самом деле видимые диаметры звёзд были увеличены атмосферной рефракцией, а параллаксы звёзд астрономы сумели обнаружить только в XIX веке.

## Увековечение памяти Тихо Браге
В честь учёного названы:
- Изученная им сверхновая SN 1572[71].
- Кратер Тихо на Луне[72].
- Пилотируемая капсула для орбитальных полётов «Tycho Brahe», проектируемая частной датской компанией «Copenhagen Suborbitals» для космического туризма[73].
- Тихо Браге (кратер на Марсе)[англ.][74].
- Звёздный каталог «Tycho», составленный с помощью орбитального телескопа Hipparcos и включающий данные о миллионе звёзд[75].
- Планетарий в Копенгагене[76].
- Жизни Тихо Браге посвящён роман «Властелин Урании» (автор — Кристиан Комбаз).
- Род пальм Брагея[77].

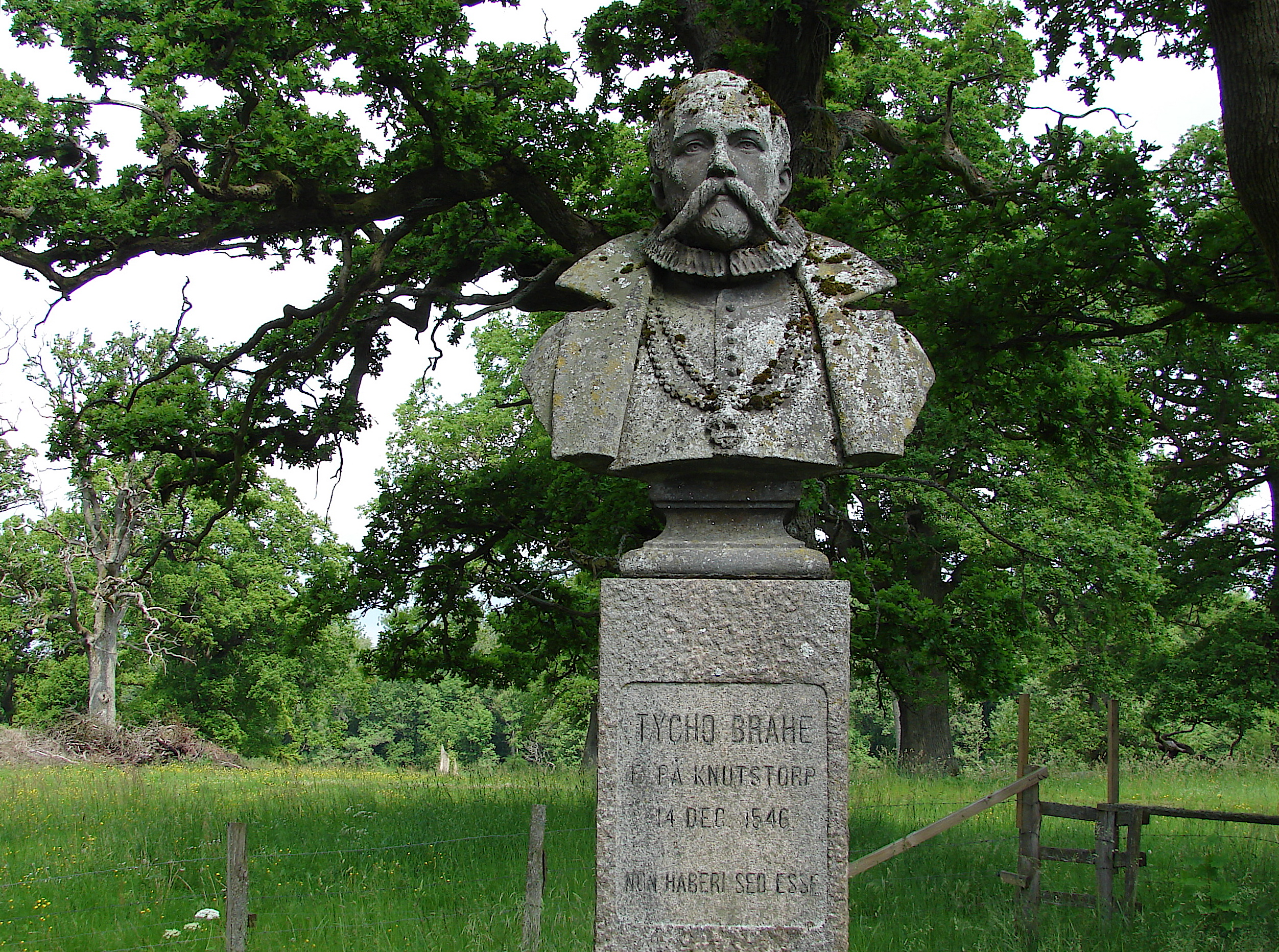
Бюст в Кнутсторпе
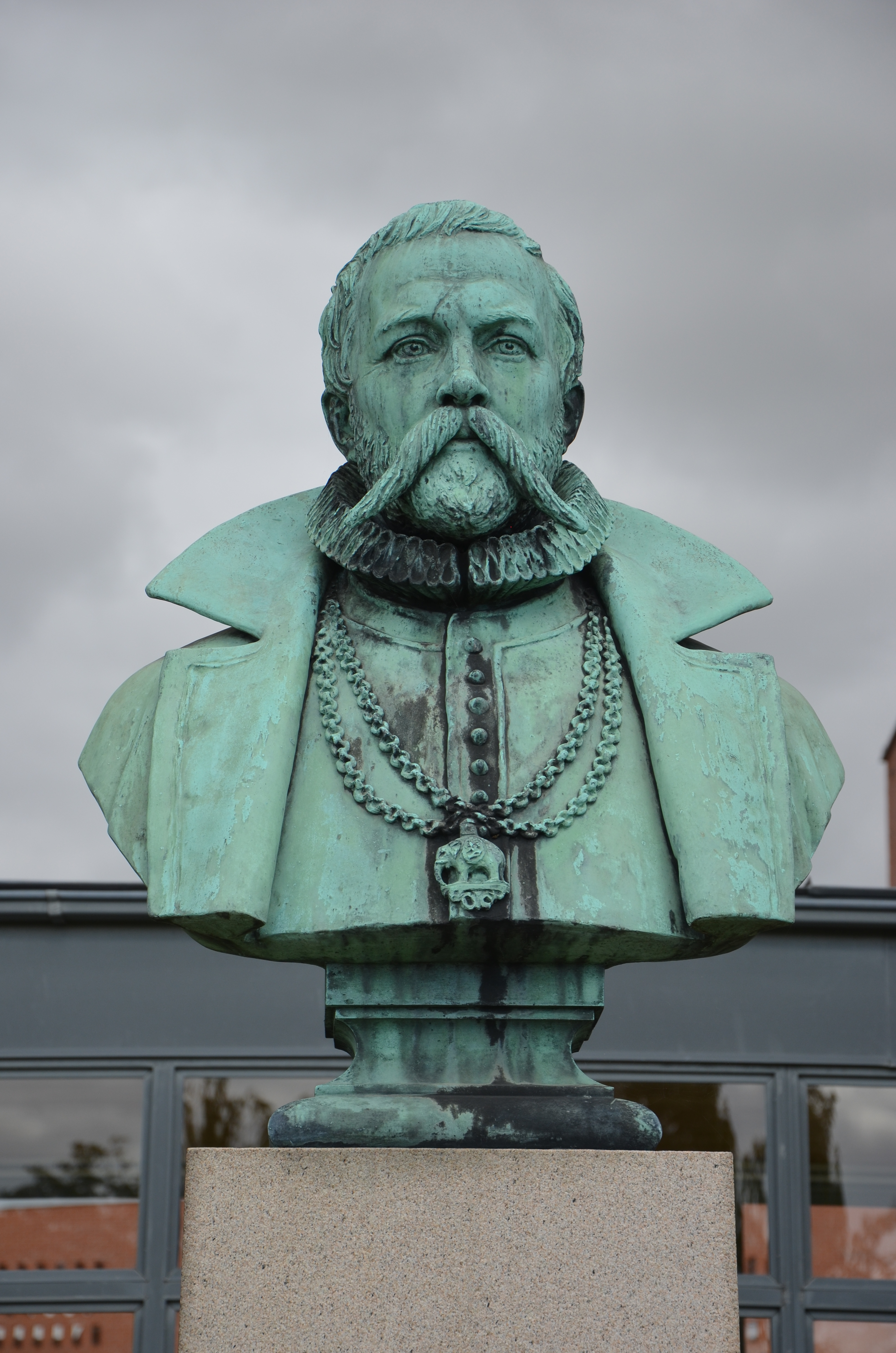
Памятник в Лунде (Швеция)
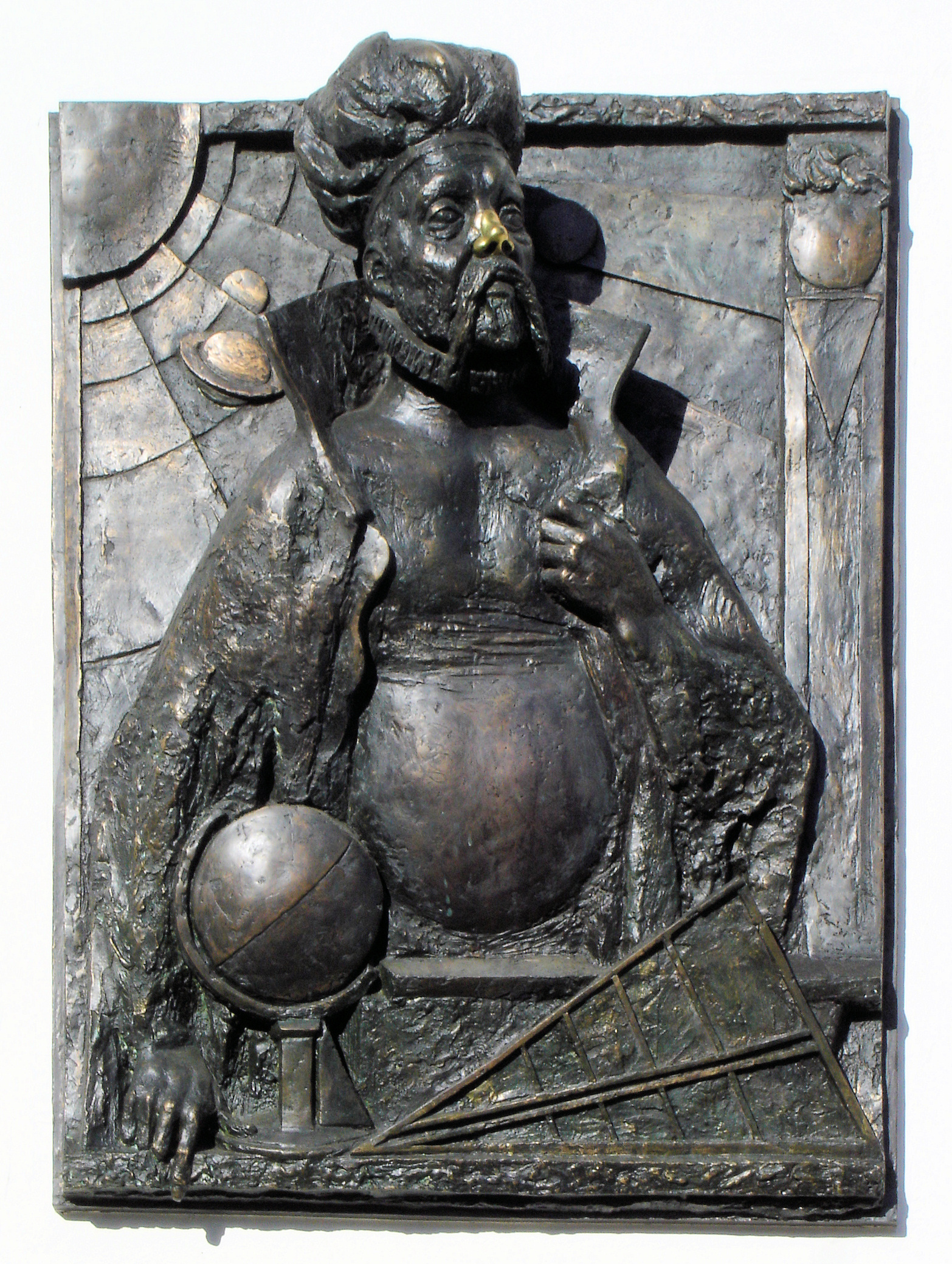
Памятная стела в Ростоке
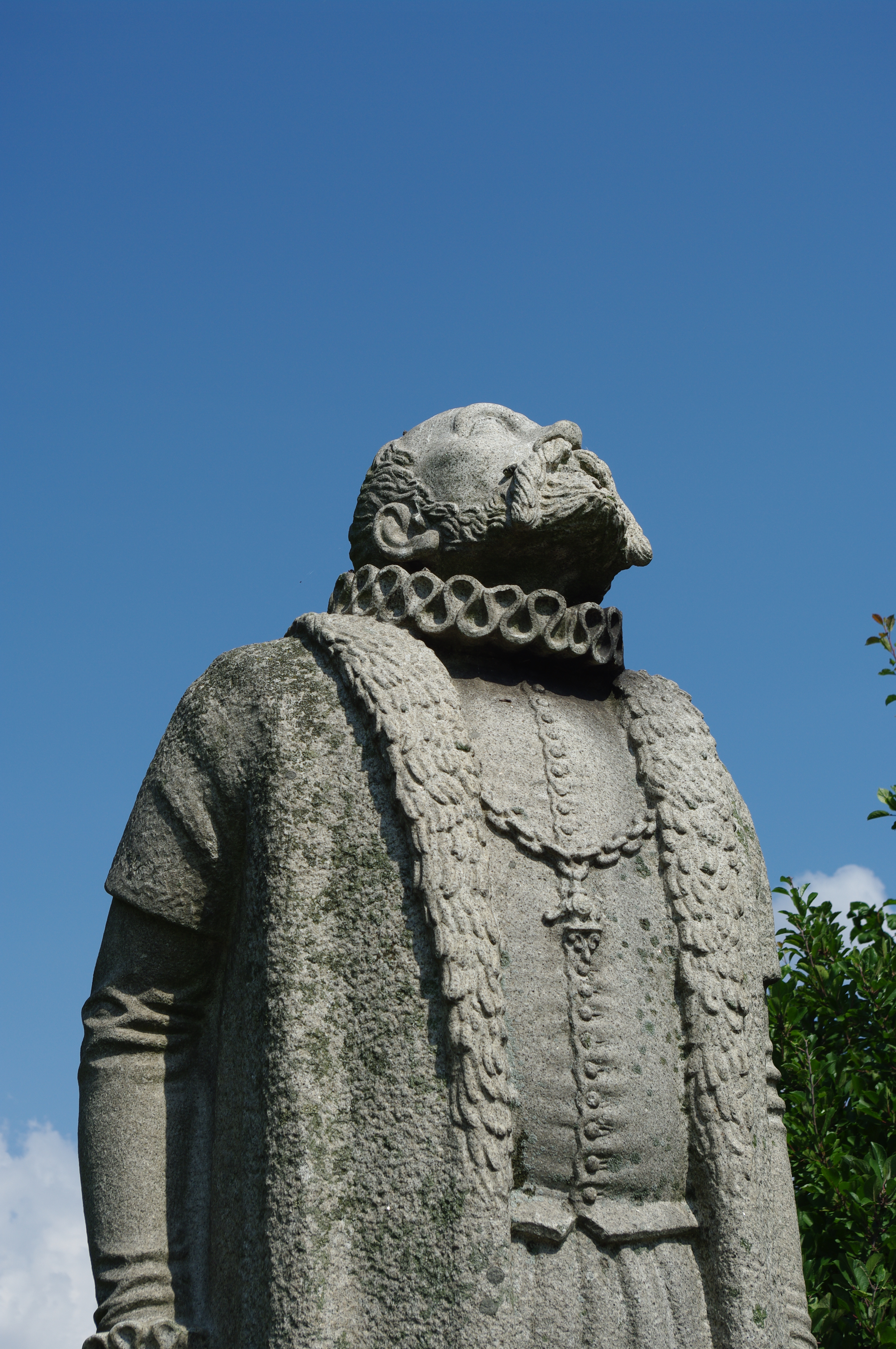
Статуя на острове Вен
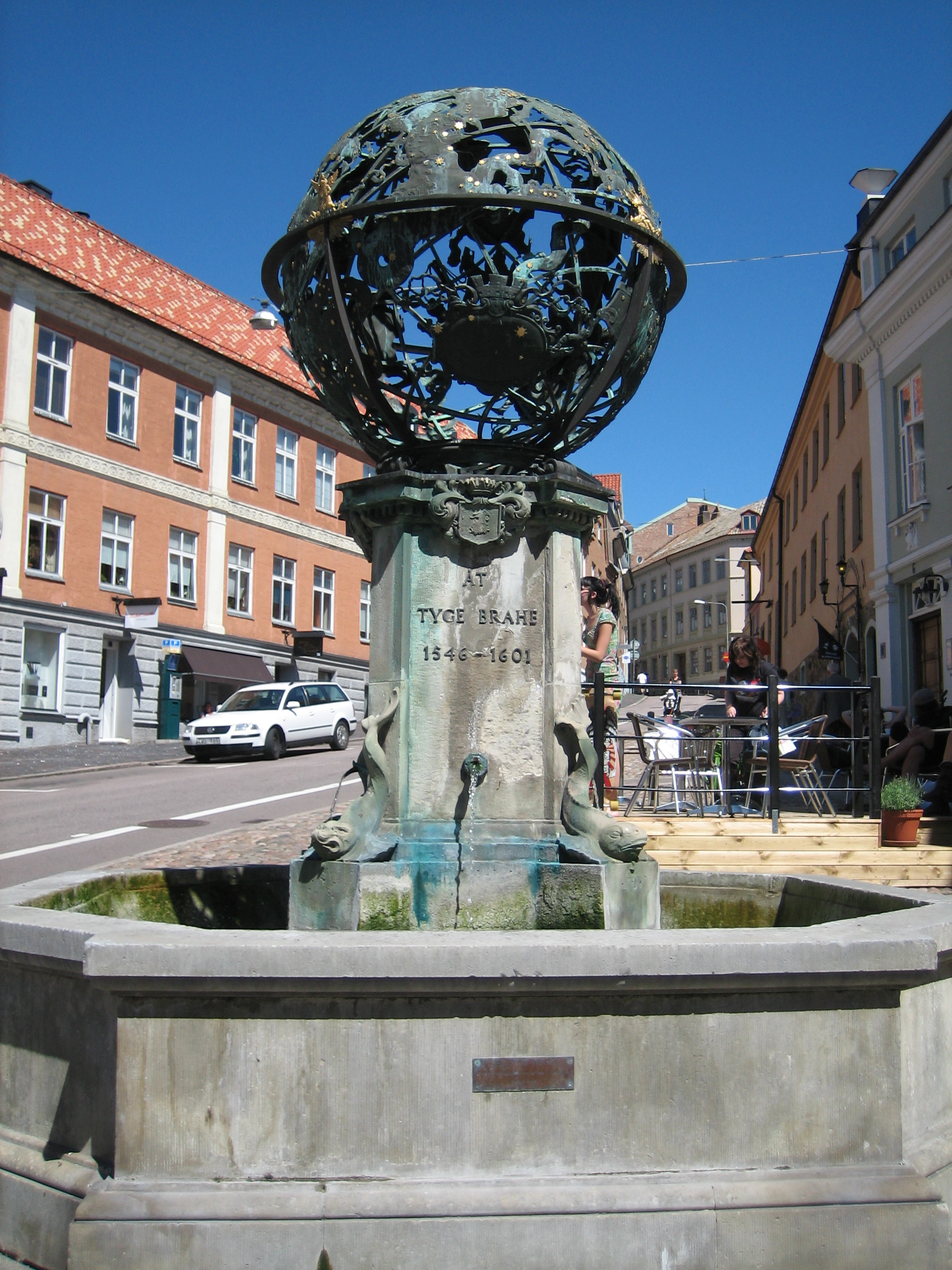
«Фонтан Тихо Браге», Хельсингборг

## Научные труды
- О новой звезде (De nova et nullius ævi memoria prius visa Stella). Копенгаген, 1573.
- О недавних явлениях в небесном мире (De mundi aetheri recentioribus phaenomenis). Ураниборг, 1588.
- Переписка Тихо Браге с ландграфом Гессен-Кассельским (Epistolarum Astronomicarum Liber Primus). Вандсбек, 1598.
- Приготовление к обновлённой астрономии (Astronomiae Instauratae Progymnasmata). Ураниборг, 1592.
- Механика обновлённой астрономии (Astronomiae Instauratae mechanica). Вандсбек, 1598.
- Полное собрание сочинений (Opera omnia sive astronomiae instauratae). Франкфурт, 1648, в 15 томах. Переиздано в 2001 г., ISBN 3-487-11388-0.